# Täby (đô thị)
Đô thị Täby (tiếng Thụy Điển: Täby kommun) là một đô thị ở hạt Stockholm của Thụy Điển. Thủ phủ là thị xã Täby. Dân số thời điểm 31 tháng 12 năm 2000 là 60197 người.